# Ефимов, Анатолий Петрович
Анатолий Петрович Ефимов (11 декабря 1923 ― 7 февраля 2013) ― советский и российский хозяйственный деятель, педагог, участник Великой Отечественной войны, председатель горисполкома города Миасса (1968-1980), почётный гражданин города Миасса (2003).

## Биография
Анатолий Петрович Ефимов родился 11 декабря 1923 года в селе Зауралово Чебаркульского района Челябинской области в крестьянской русской семье. Завершил обучение в школе в 1941 году и получил направление на работу учителем начальной школы. В апреле 1942 года призван в ряды Красной Армии, отправлен воевать на Волховский фронт. Участвовал в прорыве блокады Ленинграда. В 1943 году получил тяжёлое ранение, стал инвалидом, уволен с военной службы. 
В 1945 году переехал в город Миасс и стал работать учителем физики и математики. В 1948 году с отличием завершил обучение на физико-математическом факультете Челябинского учительского института. В 1954 году защитил диплом с отличием в Челябинском пединституте. Трудовую деятельность вёл в учебных заведениях города и района. В 1957 году ему было доверено право стать заведующим гороно. С 1959 член КПСС. В 1962 году избран вторым секретарём Городского комитета КПСС, в 1968 году избран председателем горисполкома. На этой должности отработал 12 лет.
Активно участвовал в строительстве предприятий Министерства общего машиностроения в Миассе. Создавал новый район города - машгородок. Под его руководством возводились Иремельское водохранилище, водоразводящие сети, положено начало газификации города. Активно способствовал улучшению инфраструктуры города - асфальтировал дороги, построил гостиницу "Нептун", стадион с плавательным бассейном, крытый рынок, здание техникума, технического училища, больницу на 600 коек с поликлиникой на 1 200 приёмов, железнодорожный и автобусный вокзалы. При нём была установлена телевышка на Ильменской горе и ряд других объектов.
На сессии областного совета народных депутатов, в 1980 году, был утверждён в должности заведующего облсобесом. Проработал 9 лет и в возрасте 65 лет ушел на пенсию союзного значения. С 1989 года активно занимался общественной деятельностью, работал первым заместителем председателя областного Совета ветеранов. В течение 30 лет избирался депутатом городского и областного советов.
Решение Миасского городского Совета от 24 октября 2003 года удостоен звания "Почётный гражданин города Миасса".
Проживал в городе Челябинске. Умер 7 февраля 2013 года.

## Награды и звания
- два ордена Отечественной войны II степеней (1965, 1985)
- два ордена Трудового Красного Знамени (1971, 1975)
- два ордена Знак Почёта (1966, 1976)
- Орден Почёта (1995)
- Орден Дружбы (2000)
- другими медалями

- Почётный гражданин города Миасса (24.10.2003)